# Пусте (хутір)
Пусте (рос. Пустое) — хутір в Медвенському районі Курської області Російської Федерації.
Населення становить 21 особу. Входить до складу муніципального утворення Вишньореутчанська сільрада.

## Історія
Населений пункт розташований на території українського етнічного та культурного краю Східна Слобожанщина.
Від 2004 року входить до складу муніципального утворення Вишньореутчанська сільрада.

## Населення
1. Н/Д[2]